# Mount Alberts
Mount Alberts ist ein spitzer, nahezu komplett verschneiter und 2320 m hoher Berg im ostantarktischen Viktorialand. Er befindet sich 18 km östlich des Mount Phillips am Rand des Malta-Plateaus in den Victory Mountains und überragt südlich der Mündung des Line-Gletschers den Westrand des Rossmeers.
Das New Zealand Geographic Board benannte den Berg nach Fred G. Alberts (1923–2010), US-amerikanischer Toponomastiker und Sekretär des Advisory Committee on Antarctic Names von 1949 bis 1980.